# فوران (خنداب)
فوران، روستایی از توابع بخش مرکزی شهرستان خنداب در استان مرکزی ایران است.

## جمعیت
این روستا در دهستان دهچال قرار دارد و براساس سرشماری مرکز آمار ایران در سال ۱۳۸۵، جمعیت آن ۱٬۵۷۳ نفر (۳۵۶خانوار) بوده‌است.

## زبان
در روستای فوران به زبان ها و گویش های متفاوتی صحبت میشود . عده ای به زبان لری عده ای به زبان ترکی و عده ای هم به زبان لکی سخن می گویند